# Altella conglobata
Espèce
Altella conglobata est une espèce d'araignées aranéomorphes de la famille des Argyronetidae.

## Répartition
Cette espèce est endémique du Pendjab au Pakistan,. Elle se rencontre dans les environs de Lahore.

## Description
La femelle holotype mesure 3 mm.

## Systématique et taxinomie
Cette espèce a été décrite par Dyal en 1935.

## Publication originale
- Dyal, 1935 : « Fauna of Lahore, 4. Spiders of Lahore. » Bulletin of the Department of Zoology of the Panjab University, vol. 1, p. 117-252.